# سیووچی کامن
سیووچی کامن (انگلیسی: Sea Lion Rock) یک جزیره در سرزمین کامچاتکای کشور روسیه است.